# خیط (غیزانیه)
خیط (اهواز)، روستایی از توابع بخش غیزانیه شهرستان اهواز در استان خوزستان ایران است.

## جمعیت
این روستا در دهستان مشرحات قرار دارد و براساس سرشماری مرکز آمار ایران در سال ۱۳۹۵، جمعیت آن ۱۰۳ خانوار بوده‌است.